# Always Sometimes Monsters
Always Sometimes Monsters è un videogioco di ruolo del 2014 sviluppato da Vagabond Dog e pubblicato da Devolver Digital per Microsoft Windows.
Nel 2015 è stato annunciato un sequel del gioco dal titolo Sometimes Always Monsters.

## Trama
Il protagonista del gioco è uno scrittore indebitato che è stato invitato al matrimonio del suo precedente partner.